# Notoptenidium
Genre
Notoptenidium est un genre de coléoptères de la famille des Ptiliidae.

## Liste d'espèces
Selon Catalogue of Life (27 février 2021) :
- Notoptenidium apterum Johnson, 1982
- Notoptenidium aubrooki Johnson, 1982
- Notoptenidium crassum Johnson, 1982
- Notoptenidium flavum Darby, 2018
- Notoptenidium johnsoni Darby, 2018
- Notoptenidium kuscheli Johnson, 1982
- Notoptenidium lawsoni (Matthews, A., 1873)
- Notoptenidium oblongum Johnson, 1982
- Notoptenidium parvum Johnson, 1982
- Notoptenidium similatum Johnson, 1982
- Notoptenidium sparsum Johnson, 1982
- Notoptenidium subitum Johnson, 1982

## Publication originale
- (en) Johnson, Colin, « An introduction to the Ptiliidae (Coleoptera) of New Zealand », New Zealand Journal of Zoology, Société royale de Nouvelle-Zélande et Taylor & Francis, vol. 9, no 3,‎ juillet 1982, p. 333-376 (ISSN 0301-4223 et 1175-8821, DOI 10.1080/03014223.1982.10423865, lire en ligne).